# 广东广播电视台新闻频道
广东广播电视台新闻频道（简称：广东新闻频道）是中国广东广播电视台拥有的一条普通話新闻资讯频道，亦是广东省唯一的省级电视新闻频道，于2005年12月8日开播，前身为南方电视台科教频道（TVS-5）。频道播放新闻及资讯节目，启播时主要以广州话播音，2016年改版后，绝大部分节目陆续改以普通话播音。现时该频道只有《社会纵横》、《大湾区财富通》及每日重播的廣東國際頻道《英語新聞》、珠江頻道《今日關注》四档非普通话新闻。

## 频道大事记

### 南方科教频道（TVS-5）时期
2001年12月20日，南方电视台科教频道（TVS-5）开播，该频道前身是1994年开播的广东有线广播电视台第5台购物频道。
2004年3月28日，该频道实行公司化运营，并变更频道名为科教生活频道。
2005年5月16日，科教频道进行改版，该频道被重新定位于新闻时事，推出了《正点报道》、《读遍天下》、《瞬间看天地》等数档新闻资讯栏目，同时也保留了原有的部分知识专题和纪录片版块节目。

### 广东新闻频道时期
2005年12月8日，南方电视台将科教频道整体移交广东电视台，广东新闻频道正式启播。该频道是南方影视传媒集团属下的频道，由广东电视台负责节目的制作和播出。原科教频道播出的科教类节目改由TVS-1播出，该频道也改名为南方经济科教频道；而约一年后TVS-5的频道代号改由南方少儿频道（原TVS-6）使用。
2014年5月，因应原南方广播影视传媒集团、广东人民广播电台、广东电视台、南方电视台、广东广播电视技术中心合并为广东广播电视台后的调整，该频道更名为“广东广播电视台新闻频道”。
2016年，广东广播电视台下属频道的新闻节目开始使用统一的新闻资源，并启用新的采访话筒牌（在此之前原南方台的记者使用南方台话筒牌；原广东台的记者使用广东台话筒牌，并标有所在栏目的名称。两台合并后的头两年内亦是如此）。广东广播电视台各频道（珠江、公共、新闻、TVS-1、TVS-2）的新闻节目亦开始使用大致相同的新闻片段播出，被很多观众质疑是“将同一条片在几个频道不停播来播去”，许多节目也失去了原先的特色。
2016年1月起，《正点报道》改为普通话播音，其余粤语节目也陆续遭到撤换。
2018年1月，该频道对频道包装和部分节目进行改版，改版后所有新闻节目进驻广东广播电视台新融合媒体新闻中心的新演播室；且除重播的《今日关注》外，其他粤语节目均遭撤换，或不被安排在该频道播出。
2019年5月起，该频道新闻节目及部分资讯节目开始使用16:9比例画面播放。
2020年10月15日起，广东新闻频道切换到高清播出系统，实现高、标清同播。

## 节目列表

### 新闻节目
- 《正点播报》

整点直播新闻，每日10:00-11:30、13:00-19:30逢整点播出，其中17:00档配有手语窗口，每节30分钟。
- 《午间30分》

午间新闻节目，前身为12:00档整点新闻。
- 《今日焦点》

晚间民生新闻节目，前身为《新闻晚高峰》。
- 《直播广东》

晚间地方新闻节目，前身为《广东报道》。
- 《今日一线》

晚间民生新闻节目，原屬经济科教频道节目，2021年6月1日起改在本频道播出。
- 《新闻夜线》

晚间直播新闻节目，前身为《晚间新闻》。
- 《广东新闻联播》（重播）

晚间时政新闻节目，为广东省委省政府对内对外宣传的重要窗口，定位相当于广东省的《新闻联播》。广东卫视首播，首播时省内大部分地方台会转播。
- 《今日关注》（粤语，重播）

晚间民生新闻节目，珠江频道首播。
- 《英语新闻》（《News Headlines》，英语，重播）

由广东省人民政府新闻办公室和广东广播电视台对外传播中心共同制作，广东国际频道首播。

### 资讯节目
- 《大湾区财富通》
- 《一起旅游吧》
- 《新闻大视野》
- 《权威访谈》
- 《新闻故事》
- 《社会纵横》
- 《律师说》
- 《人大代表》
- 《南粤瑰宝》
- 《老广的味道》
- 《飞越广东》
- 《政协委员》
- 《廉政观察》
- 《粤品优选》

以上节目除《大湾区财富通》、《粤品优选》以粤语广播、《社会纵横》以普粤双语广播外，其余节目均以普通话广播。

### 已停止播放
- 《新闻在线》
- 《超级采访车》
- 《两岸视点》
- 《新聞最前線》
- 《正午看天下》
- 《广东报道》
- 《军情风云》
- 《新聞大視野》
- 《娱乐前线》
- 《今日最新闻》
- 《新闻晚高峰》
- 《新闻大数据》
- 《新闻早高峰》
- 《广东视窗》
- 《生活大数据》
- 《走读广东》
- 《今日福彩》
- 《中国之最》
- 《纵横天下游》
- 《寰宇地理》
- 《世界美食之旅》
- 《民生热线》
- 《廉政观察》
- 《律师说》
- 《政协委员》
- 《廉政观察》

## 播音语言争议
《正点报道》（《直播广东》前身）作为广东新闻频道的主要栏目之一，從早上9時至下午5時逢正點滚动播出，自創辦以來一直沿用粤语播音。自2014年6月30日起，《正点报道》突然撤换主播，原本使用粤语播报的节目亦改为普通话播报。更有消息指，广东新闻频道將在2014年9月起全面採用普通话播报，观眾以后不会在该频道听到粤语。事件继2010年广州撑粤语行动后再次触动本土民众神经，引發网友對粤语被边缘化的關注和忧虑，不少网民在网上留言对《正点报道》栏目转用普通话播报表示失望。廣州政協委員韩志鹏表示：「廣東電視台有很多欄目，有很多頻道，它只是其中一個『正點報道』，（因此）可能引起的反響沒有那麼強烈。我認為應該在推廣普通話的同時，亦應傳承保護我們的母語——粵語。」而《正点报道》栏目的新浪微博官方账号则关闭了评论功能。《正点报道》原主播屈炫希在接受訪問時表示，電視台方面「打了招呼」，不方便談關于改用普通話的話題。有记者试图联系廣東電視台新聞中心副主任張興電，但对方一聽採訪關於使用普通話播報的事情時就掛了手機，再次拨打已无法接通。
2014年7月10日，香港无线新闻以“廣東電視台新聞轉普通話播放”为题对事件进行报道。其后，多家港台及海外报章也有跟进消息。2014年7月14日，广东的本地报章《南方都市报》刊登相关报道，引述内部消息指“广东新闻频道会在9月1日改版，未来会以普语播出为主，这是台里一直都在筹划的，估计近期实施。但一切细节还在内部讨论阶段，还没正式发布”，理由为“新闻频道的粤语优势没那么强，而本土的普语新闻节目竞争没那么大”，变相证实广东新闻频道未来将被“普语化”。有工作人员解释，“广东新闻频道播报的新闻来自省内外，且有相当比例的国外新闻，用普通话播报合情合理。”
2014年7月15日，《正点报道》恢复部分时段粤语播音，暂为分时段粤语和普通话交替播音。
2016年1月起，《正点报道》所有时段均已改为普通话播音，新闻频道其余大多数粤语节目也陆续遭到撤换。一些原本讲粤语的主持人和记者亦开始使用普通话进行播音，而部分人粤语口音浓重，也引起争议。
2018年1月12日起，粤语版《新闻大数据》（前身为该频道知名新闻栏目《新聞最前線》）撤销并改为以普通话播音的《晚间新闻》（现为《新闻夜线》），这也意味着该频道除《大湾区财富通》及重播珠江频道的《今日关注》外已无其他以粤语播音的节目。